# Gilles Caillotin
Gilles Caillotin est un pèlerin rémois du début du XVIIIe siècle qui raconte son pèlerinage dans ses mémoires.

## Biographie

### Famille et origine
Gilles Caillotin est né à Reims, dans une famille plutôt pieuse, d'un père maitre sergier. Sa famille paye la capitation, mais assez peu. Un de ses frères entre dans les ordres, et son père lui verse une pension tant qu’il ne reçoit pas de bénéfice. Gilles est très ultramontain et prévoit depuis toujours un pèlerinage à Rome, qu'il voit comme le cœur du catholicisme.

### Formation
Il a fréquenté une des congrégations que les Jésuites ont laissé se développer à destination des artisans.

### Séjour à Rome
Il arrive en 1702 à Rome.

### Pèlerinage retour
Gilles Caillotin part de Rome le 1er septembre 1724, et arrive à Reims le 17 octobre après une marche de plus de 1600 kilomètres.
Il porte une robe de laine grossière, un bonnet et marche avec un bâton avec un cloche au bout, un bourdon. Il chemine avec un pèlerin allemand, ils ne se comprennent pas, et Gilles se méfie de lui. En effet, la quasi-totalité des Allemands à l'époque étaient luthériens, donc dans l'imaginaire collectif catholique de l'époque hérétiques. Il y a en réalité 23 000 pèlerins allemands à Rome en 1700 d'après Dominique Julia, soit plus du double de la population romaine de l'époque (10 000 habitants).
Il croise notamment une famille de pèlerins lillois avec qui il échange des salutations, ce qui implique une intercompréhensibilité entre les flamands et les champenois, donc probablement une maitrise grandissante du français par les populations urbaines. Il s'arrête dans tous les lieux de dévotion sur le chemin, dont Viterbe où se déroule la Sainte-Rose, fête d'une sainte locale du XIIIe siècle, pendant laquelle on distribue des cordons. Gilles en prend un pour soulager la douleur de sa sœur qui va accoucher, ce qui trahit une certaine tendance à la superstition chez lui.